# Décès en 1360
Décès
- 1356
- 1357
- 1358
- 1359
- 1360
- 1361
- 1362
- 1363
- 1364

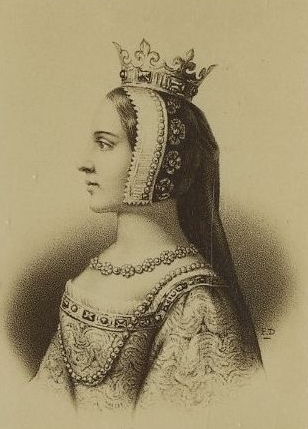
Jeanne Ire d'Auvergne, morte en 1360.

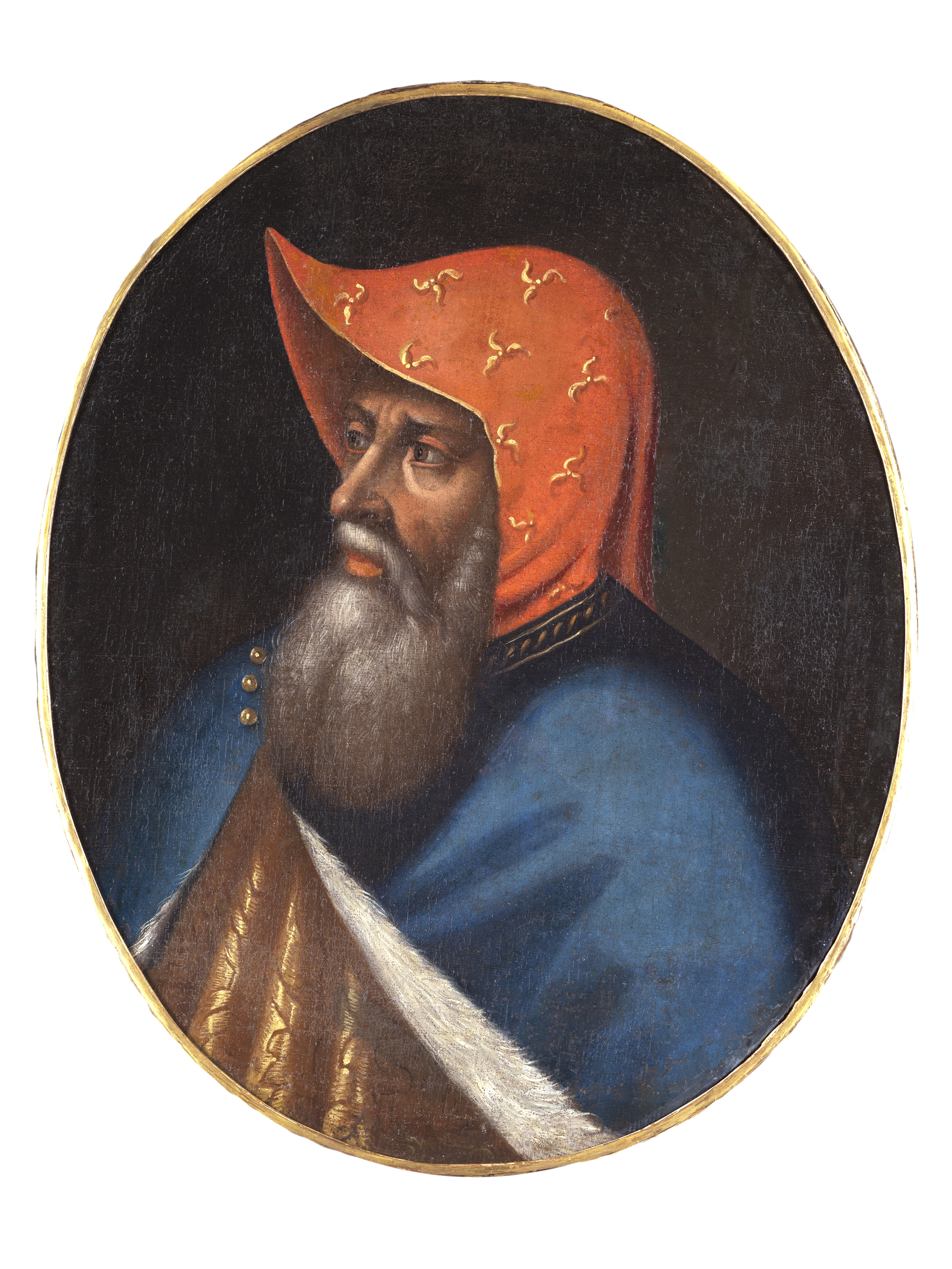
Louis Ier Gonzague de Mantoue, mort en 1360.

Cette page dresse une liste de personnalités mortes au cours de l'année 1360 :
- 18 janvier : Louis Ier Gonzague de Mantoue, noble italien, seigneur de Mantoue.
- 26 février : Roger Mortimer, 2e comte de March, important noble anglais et commandant militaire durant la guerre de Cent Ans.
- 9 mars : Guillaume Lamy, évêque d'Apt, de Chartres, administrateur de Fréjus et patriarche latin de Jérusalem.
- 19 juin : Simon Lemaire, évêque de  Dol puis évêque de Chartres.
- 3 septembre: Pierre de Villaines, 71e évêque d'Auxerre puis 50e évêque de Bayeux.
- 16 septembre : William de Bohun, 1er comte de Northampton, homme de guerre et diplomate anglais qui s'illustre dans de nombreuses campagnes militaires en France et en Grande-Bretagne.
- 17 septembre : Rodolphe Brun, personnalité politique suisse.
- 29 septembre : Jeanne Ire d'Auvergne, ou Jeanne de Boulogne, comtesse d'Auvergne et de Boulogne, devenue reine de France.
- 26 octobre : Jeanne Ire de Châlon-Tonnerre, comtesse de Tonnerre.

- Guillaume de Brunswick-Grubenhagen, duc de Brunswick-Lunebourg et prince de Grubenhagen.
- Bertrand de Fumel, évêque de Vabres puis de Nevers.
- Giovanni da Valente, troisième doge de la république de Gênes.
- David IX de Géorgie, roi de Géorgie.
- Ismaïl II de Grenade, neuvième émir nasride de Grenade.
- Gérard VI de Juliers, comte de Ravensberg, de Berg  et co-duc de Juliers.
- Delphine de Sabran, noble française devenue religieuse.
- Éric Ier de Saxe-Lauenbourg, prince de la maison d'Ascanie.
- Robert de Waurin, seigneur de Saint-Venant et maréchal de France.
- Kanzan Egen, moine bouddhiste de la secte rinzai du bouddhisme zen, fondateur du Myōshin-ji et un des principaux membres du courant Ōtōkan (en) existant.
- Thomas Holland, comte de Kent, noble anglais et commandant militaire pendant la guerre de Cent Ans.
- Marie II, comtesse de Menteith.
- Nicéphore Grégoras, historien, philosophe, savant et humaniste byzantin. Il enseignait au couvent de Chora, à Constantinople les principes platoniciens contre la scolastique aristotélicienne.
- Kulna, Khan de la Horde d'or (ou Horde bleue).

## Crédit d'auteurs
- Cet article est partiellement ou en totalité issu de l'article intitulé « 1360 » (voir la liste des auteurs).